# Jung-gu (Busan)
Jung-gu is een stadsdeel (gu) van de Zuid-Koreaanse stad Busan. Jung-gu heeft een oppervlakte van 2,8 km², en telt circa 52.000 inwoners.
Onder meer de internationale veerbootterminal en de Jagalchi-vismarkt liggen in dit stadsdeel.
Buk-gu · 
Busanjin-gu · 
Dong-gu · 
Dongnae-gu · 
Gangseo-gu · 
Geumjeong-gu · 
Gijang-gun · 
Haeundae-gu · 
Jung-gu · 
Nam-gu ·
Saha-gu · 
Sasang-gu · 
Seo-gu · 
Suyeong-gu · 
Yeongdo-gu · 
Yeonje-gu